# Saison 2023 de l'équipe cycliste masculine dsm-firmenich
La saison 2023 de l'Équipe cycliste masculine dsm-firmenich est la dix-neuvième de cette équipe.

## Coureurs et encadrement technique

### Effectif
| Coureur                 | Date de Nais.     | Nationalité        | Équipe en 2022       | Vict. | Cont.             | Maillot dist. |
| ----------------------- | ----------------- | ------------------ | -------------------- | ----- | ----------------- | ------------- |
| Tobias Lund Andresen    | 20 août 2002      | Danemark           | Team DSM Development | 0     | 01/2023 - 12/2025 |               |
| Romain Bardet           | 9 novembre 1990   | France             | Team DSM             | 0     | 01/2021 - 12/2024 |               |
| Patrick Bevin           | 30 octobre 1995   | Nouvelle-Zélande   | Israel-Premier Tech  | 0     | 01/2023 - 12/2025 |               |
| Pavel Bittner           | 29 octobre 2002   | République tchèque | Team DSM             | 1     | 08/2022 - 12/2024 |               |
| Marco Brenner           | 27 août 2002      | Allemagne          | Team DSM             | 0     | 01/2021 - 12/2023 |               |
| Romain Combaud          | 1er avril 1991    | France             | Team DSM             | 0     | 01/2021 - 12/2024 |               |
| Alberto Dainese         | 25 mars 1998      | Italie             | Team DSM             | 3     | 01/2020 - 12/2023 |               |
| John Degenkolb          | 7 janvier 1989    | Allemagne          | Team DSM             | 0     | 01/2022 - 12/2024 |               |
| Matthew Dinham          | 9 avril 2000      | Australie          | Team BridgeLane      | 0     | 01/2023 - 12/2025 |               |
| Alexander Edmondson     | 22 décembre 1993  | Australie          | BikeExchange         | 0     | 01/2023 - 12/2025 |               |
| Nils Eekhoff            | 23 janvier 1998   | Pays-Bas           | Team DSM             | 1     | 01/2020 - 12/2024 |               |
| Sean Flynn              | 2 mars 2000       | Royaume-Uni        | Tudor Pro Cycling    | 0     | 01/2023 - 12/2024 |               |
| Chris Hamilton          | 18 mai 1995       | Australie          | Team DSM             | 0     | 01/2017 - 12/2025 |               |
| Leon Heinschke          | 8 novembre 1999   | Allemagne          | Team DSM             | 0     | 01/2022 - 12/2023 |               |
| Jonas Iversby Hvideberg | 9 février 1999    | Norvège            | Team DSM             | 0     | 01/2022 - 12/2023 |               |
| Andreas Leknessund      | 21 mai 1999       | Norvège            | Team DSM             | 0     | 01/2021 - 12/2023 |               |
| Niklas Märkl            | 3 mars 1999       | Allemagne          | Team DSM             | 0     | 01/2021 - 12/2024 |               |
| Marius Mayrhofer        | 18 septembre 2000 | Allemagne          | Team DSM             | 1     | 01/2022 - 12/2023 |               |
| Lorenzo Milesi          | 19 mars 2002      | Italie             | Team DSM Development | 1     | 01/2023 - 12/2023 |               |
| Tim Naberman            | 11 mai 1999       | Pays-Bas           | Team DSM             | 0     | 01/2022 - 12/2025 |               |
| Oscar Onley             | 13 octobre 2002   | Royaume-Uni        | Team DSM Development | 0     | 01/2023 - 12/2027 |               |
| Max Poole               | 1er mars 2003     | Royaume-Uni        | Team DSM Development | 0     | 01/2023 - 12/2027 |               |
| Frederik Rodenberg      | 22 janvier 1998   | Danemark           | Team DSM             | 0     | 01/2022 - 12/2023 |               |
| Florian Stork           | 27 avril 1997     | Allemagne          | Team DSM             | 0     | 03/2019 - 12/2023 |               |
| Martijn Tusveld         | 9 septembre 1993  | Pays-Bas           | Team DSM             | 0     | 01/2018 - 12/2024 |               |
| Casper van Uden         | 22 juillet 2001   | Pays-Bas           | Team DSM             | 0     | 08/2022 - 12/2024 |               |
| Henri Vandenabeele      | 15 avril 2000     | Belgique           | Team DSM             | 0     | 01/2022 - 12/2023 |               |
| Harm Vanhoucke          | 17 juin 1997      | Belgique           | Lotto-Soudal         | 0     | 01/2023 - 08/2023 |               |
| Kevin Vermaerke         | 6 octobre 2000    | États-Unis         | Team DSM             | 0     | 01/2021 - 12/2025 |               |
| Sam Welsford            | 19 janvier 1996   | Australie          | Team DSM             | 4     | 01/2022 - 12/2023 |               |

## Champions nationaux, continentaux et mondiaux
| Date         | Course                                                    | Maillot | Coureurs       | Pays        | Lieu     |
| ------------ | --------------------------------------------------------- | ------- | -------------- | ----------- | -------- |
| 22 juin 2023 | Championnat de République tchèque du contre-la-montre U23 |         | Pavel Bittner  | Slovaquie   | Tlmače   |
| 9 août 2023  | Championnat du monde du contre-la-montre U23              |         | Lorenzo Milesi | Royaume-Uni | Stirling |

## Classement UCI par équipes
Le classement UCI par équipes se calcule en comptabilisant les points des 20 meilleurs coureurs de l'équipe. Ce classement est calculé avec les points acquis lors de l'année civile. Au terme d'une période de trois ans (2023-2025), les dix-huit meilleures équipes recevront une licence World Tour pour la prochaine période (2026-2028).
| Classement UCI (par équipes) au 17 octobre 2023. | Classement UCI (par équipes) au 17 octobre 2023. | Classement UCI (par équipes) au 17 octobre 2023. | Classement UCI (par équipes) au 17 octobre 2023. | Classement UCI (par équipes) au 17 octobre 2023. |
| #                                                | Pays                                             | Pts. 2023                                        | Diff.                                            |                                                  |
| ------------------------------------------------ | ------------------------------------------------ | ------------------------------------------------ | ------------------------------------------------ | ------------------------------------------------ |
| 1                                                | UAE Team Emirates                                | 30963,18                                         | -                                                |                                                  |
| 2                                                | Jumbo-Visma                                      | 29654,45                                         | 1303,73                                          |                                                  |
| 3                                                | Soudal Quick-Step                                | 18702,85                                         | 10951,60                                         |                                                  |
| 4                                                | Ineos Grenadiers                                 | 17760,93                                         | 941,92                                           |                                                  |
| 5                                                | Lidl-Trek                                        | 16054,45                                         | 1706,48                                          |                                                  |
| 6                                                | Bahrain Victorious                               | 15787,81                                         | 266,64                                           |                                                  |
| 7                                                | Groupama-FDJ                                     | 14834,51                                         | 953,30                                           |                                                  |
| 8                                                | Alpecin-Deceuninck                               | 14519,25                                         | 315,26                                           |                                                  |
| 9                                                | Lotto Dstny                                      | 14112,83                                         | 406,42                                           |                                                  |
| 10                                               | Bora-Hansgrohe                                   | 13325,13                                         | 787,45                                           |                                                  |
| 11                                               | EF Education-EasyPost                            | 11818,69                                         | 1506,44                                          |                                                  |
| 12                                               | Movistar                                         | 10989,53                                         | 829,16                                           |                                                  |
| 13                                               | Team Jayco AlUla                                 | 10737,65                                         | 251,88                                           |                                                  |
| 14                                               | Intermarché-Circus-Wanty                         | 10492,28                                         | 245,37                                           |                                                  |
| 15                                               | Cofidis                                          | 10437,41                                         | 54,87                                            |                                                  |
| 16                                               | Israel-Premier Tech                              | 10022,00                                         | 415,41                                           |                                                  |
| 17                                               | Team DSM-Firmenich                               | 9102,20                                          | 919,80                                           |                                                  |
| 18                                               | AG2R Citroën                                     | 9096,00                                          | 6,20                                             |                                                  |
| 19                                               | Team Arkéa-Samsic                                | 7229,00                                          | 1867,00                                          |                                                  |
| 20                                               | Astana Qazaqstan                                 | 7044,44                                          | 184,56                                           |                                                  |
| 21                                               | Uno-X Pro                                        | 6569,00                                          | 478,44                                           |                                                  |
| 22                                               | TotalEnergies                                    | 5765,00                                          | 804,00                                           |                                                  |

| Liste des vingt coureurs marquant des points pour le classement UCI par équipes 2023. | Liste des vingt coureurs marquant des points pour le classement UCI par équipes 2023. | Liste des vingt coureurs marquant des points pour le classement UCI par équipes 2023. |
| #                                                                                     | Coureur                                                                               | Points                                                                                |
| ------------------------------------------------------------------------------------- | ------------------------------------------------------------------------------------- | ------------------------------------------------------------------------------------- |
| 1                                                                                     | Romain Bardet                                                                         | 1446,50                                                                               |
| 2                                                                                     | Sam Welsford                                                                          | 991,14                                                                                |
| 3                                                                                     | Alberto Dainese                                                                       | 702,50                                                                                |
| 4                                                                                     | Andreas Leknessund                                                                    | 668,14                                                                                |
| 5                                                                                     | Max Poole                                                                             | 664,50                                                                                |
| 6                                                                                     | John Degenkolb                                                                        | 616                                                                                   |
| 7                                                                                     | Marius Mayrhofer                                                                      | 521                                                                                   |
| 8                                                                                     | Kevin Vermaerke                                                                       | 474                                                                                   |
| 9                                                                                     | Matthew Dinham                                                                        | 463                                                                                   |
| 10                                                                                    | Nils Eekhoff                                                                          | 471                                                                                   |
| 11                                                                                    | Oscar Onley                                                                           | 385,50                                                                                |
| 12                                                                                    | Tobias Lund Andresen                                                                  | 339,14                                                                                |
| 13                                                                                    | Lorenzo Milesi                                                                        | 279,50                                                                                |
| 14                                                                                    | Casper van Uden                                                                       | 249                                                                                   |
| 15                                                                                    | Chris Hamilton                                                                        | 247,50                                                                                |
| 16                                                                                    | Pavel Bittner                                                                         | 159                                                                                   |
| 17                                                                                    | Alexander Edmondson                                                                   | 132,14                                                                                |
| 18                                                                                    | Sean Flynn                                                                            | 126,50                                                                                |
| 19                                                                                    | Harm Vanhoucke                                                                        | 91,14                                                                                 |
| 20                                                                                    | Marco Brenner                                                                         | 75                                                                                    |
| TOTAL                                                                                 | TOTAL                                                                                 | 9102,20                                                                               |

## Classement UCI individuel en fin de saison
| 51  | Romain Bardet      | 1446,50 |
| 82  | Sam Welsford       | 991,14  |
| 127 | Alberto Dainese    | 702,50  |
| 136 | Andreas Leknessund | 668,14  |
| 139 | Max Poole          | 664,50  |
| 153 | John Degenkolb     | 616,00  |
| 177 | Marius Mayrhofer   | 521,00  |
| 191 | Kevin Vermaerke    | 474,00  |
| 193 | Nils Eekhoff       | 471,00  |
| 197 | Matthew Dinham     | 463,00  |

| 240  | Oscar Onley          | 385,50 |
| 276  | Tobias Lund Andresen | 339,14 |
| 323  | Lorenzo Milesi       | 279,50 |
| 350  | Casper van Uden      | 249,00 |
| 352  | Chris Hamilton       | 247,50 |
| 509  | Pavel Bittner        | 159,00 |
| 586  | Alexander Edmondson  | 132,14 |
| 605  | Sean Flynn           | 126,50 |
| 861  | Marco Brenner        | 75,00  |
| 1024 | Florian Stork        | 58,00  |

| 1568 | Romain Combaud          | 26,50 |
| 2042 | Leon Heinschke          | 13,00 |
| 2357 | Jonas Iversby Hvideberg | 7,00  |
| 2648 | Martijn Tusveld         | 4,00  |
| 2701 | Henri Vandenabeele      | 3,00  |
| 3071 | Niklas Märkl            | 1,14  |
| 3071 | Frederik Rodenberg      | 1,14  |
| -    | Patrick Bevin           | 0,00  |
| -    | Tim Naberman            | 0,00  |